# Søvig Sund Station
Søvig Sund Station var et tidligere trinbræt i Søvig Sund i Vestjylland. Trinbrættet blev nedlagt i 2012.